# Список умерших в 1008 году

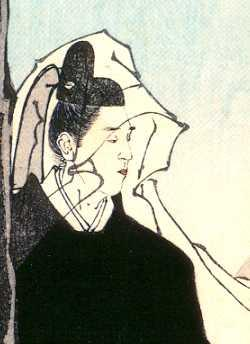
Император Кадзан

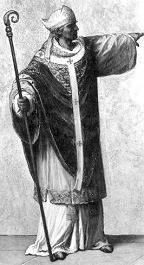
Ноткер Льежский

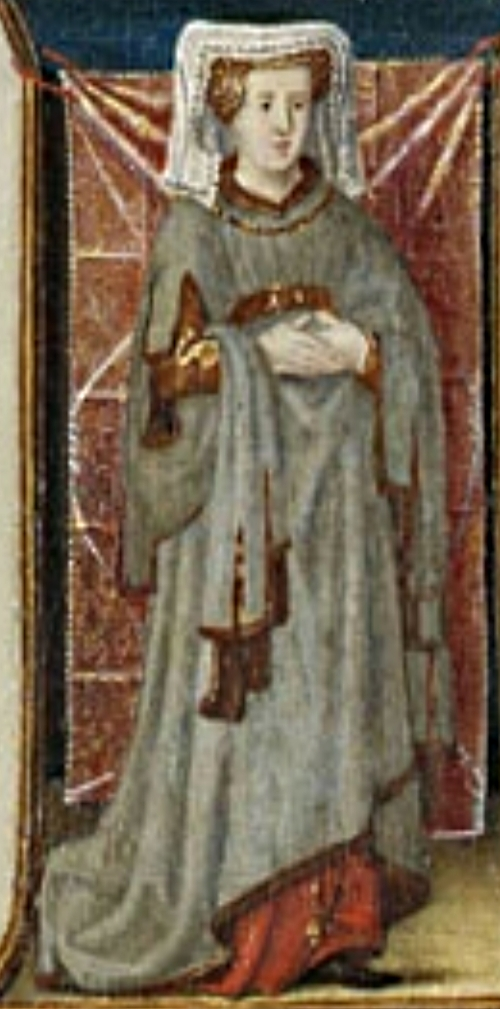
Матильда Саксонская

В этой статье представлен список известных людей, умерших в 1008 году.
См. также: Категория:Умершие в 1008 году

## Март
- 17 марта — Император Кадзан — император Японии (984—986).

## Апрель
- 7 апреля — Лудольф[нем.] — архиепископ Трира (994—1008)
- 10 апреля — Ноткер Льежский[фр.] — епископ (с 972) и первый князь-епископ (с 980) Льежа.

## Май
- 25 мая — Матильда Саксонская — графиня-консорт Фландрии (958—962), жена графа Бодуэна III

## Октябрь
- 6 октября — Менедо II Гонсалес — граф Португалии и Галисии c 997 года, регент королевства Леон (999—1007).

## Ноябрь
- 20 ноября — Жоффруа I — граф Ренна и герцог Бретани с 992.

## Дата неизвестна или требует уточнения
- Абд аль-Малик аль-Музаффар — хаджиб Кордовы с 1002 года.
- Бурислав — полумифический правитель вендов.
- Гуннлауг Змеиный Язык — исландский скальд.
- Гурген — царь Грузии с 1001 года.
- Иоанн III[англ.] — герцог Гаэты с 984 года.
- Леонтий — митрополит Киевский и всея Руси с 992 года.
- Лулу I[англ.] — амир Алеппо с 1004 года. По другим источникам, умер в 1009 году. Первый министр хамданидов, позднее наместник фатимидов.
- Раймунд III — граф Руэрга и Керси (961/965—1008).
- Ротбальд II — граф Арля и Прованса после 965/967, маркиз Прованса с 993.
- Юэ Ши — китайский писатель.